# Gueorgui Kropatchiov
Gueorgui Borissovitch Kropatchiov (en russe : Георгий Борисович Кропачёв), né le 15 avril 1930 à Léningrad, en Union soviétique, et mort le 13 mars 2016 à Saint-Pétersbourg, est un réalisateur, décorateur et scénariste de cinéma russe.

## Filmographie
Réalisateur
- 1967 : Vij ou le Diable coréalisé avec Konstantine Ierchov
- 1978 : Sur la trace du glouton ou Sur la piste du glouton

Décorateur
- 1960 : Humble ou Douce d'Alexandre Borissov.
- 1961 : Le Mur de l'inconnu de Nikita Kourikhine.
- 1964 : Hamlet de Grigori Kozintsev.
- 1965 : Juillet de canicule de Victor Tregoubovitch.
- 1971 : Le wanderbull s'efface à l'horizon de Valeri Chechounov, Nikolaï Kochelev, Valentin Morozov et de Igor Chechoukov.
- 1971 : L'Embarcadère d'en face.
- 1974 : Jour d'audience pour les questions privées de Solomon Chouster.
- 1975 : Le Coup de foudre de Rezo Essadze.
- 1976 : M'en sépare jamais.
- 1979 : Le Maréchal des logis.
- 1980 : Sergueï Ivanovitch prend sa retraite de Solomon Chouster.
- 1980 : Un Jonc offert au vent.
- 1982 : Une Pluie à champignons de Nikolaï Kochelov.
- 1982 : Depuis que nous sommes ensemble de Vladimir Grigoriev.
- 1984 : Lumières.
- 1985 : Sophie Kowaleski d'Aian Chakhmalieva à la télévision.
- 1986 : Le mythe d'Aian Chakhmalieva à la télévision.
- 1987 : Fête de Neptune de Youri Afanassiev, Youri Mamine et de N. Shilck.
- 1989 : Les Temps révolus de Solomon Chouster.
- 1989 : C'était au bord de la mer d'Aian Chakhmalieva.
- 1991 : Une vie indépendante de Vitali Kanevsky.
- 1992 : Fumée d'Aian Chakhmalieva à la télévision.
- 1994 : La Chasse de Vitali Solomine.
- 1995 : Les gens d'été ou Nos voisins de l'été de Sergueï Oursouliak.
- 1997 : Khroustaliov, ma voiture! d'Alekseï Guerman.
- 2005 : Garpastum d'Alekseï Guerman.
- 2006 : Double Nom de Stanislav Mitine.
- 2007 : Il est difficile d'être un dieu d'Alekseï Guerman.

Titres non traduits:
- 1976 : Vsegda so Mnoyu de Solomon Chouster.
- 1977 : Erti nakhvit shekvareba de Rezo Essadze.
- 1980 : Trostinka na vetru à la télévision.
- 1984 : Ogni de Solomon Chouster.

Directeur artistique
- 1979 : Starchina.

Scénariste
- 1967 : Vij ou le Diable.

Acteur
- 1989 : Les Temps révolus de Solomon Chouster.

## Récompense
- 1997 : Artiste du peuple de l'URSS